# Dhanaura
Dhanaura is een stad en gemeente in het district Amroha van de Indiase staat Uttar Pradesh.

## Demografie
Volgens de Indiase volkstelling van 2001 wonen er 24.465 mensen in Dhanaura, waarvan 53% mannelijk en 47% vrouwelijk is. De plaats heeft een alfabetiseringsgraad van 58%.